# Instructionum libri duo
Instructionum libri duo und Liber formularum spiritualis intellegentiae sind zwei Schriften zur Bibelexegese, die Eucherius von Lyon zwischen 428 und 434 für seine Söhne in lateinischer Sprache verfasste. Die Schriften sollen in das Verständnis der biblischen Bücher einführen und verbinden eine tiefe Schriftauffassung mit sachorientierter Erklärung von Realien und Begriffen.